# Ютіка (Південна Кароліна)
Ютіка (англ. Utica) — переписна місцевість (CDP) в США, в окрузі Оконі штату Південна Кароліна. Населення — 1347 осіб (2020).

## Географія
Ютіка розташована за координатами 34°40′44″ пн. ш. 82°55′34″ зх. д. / 34.67889° пн. ш. 82.92611° зх. д. (34.678786, -82.926125).  За даними Бюро перепису населення США в 2010 році переписна місцевість мала площу 3,52 км², з яких 3,52 км² — суходіл та 0,00 км² — водойми.

## Демографія
Згідно з переписом 2010 року, у переписній місцевості мешкало 1489 осіб у 582 домогосподарствах у складі 361 родини. Густота населення становила 423 особи/км².  Було 716 помешкань (203/км²).
Расовий склад населення:
| - 72,9 % — білих - 20,9 % — чорних або афроамериканців - 0,5 % — азіатів - 0,3 % — корінних американців - 2,4 % — осіб інших рас |

До двох чи більше рас належало 3,1 %. Частка іспаномовних становила 5,3 % від усіх жителів.
За віковим діапазоном населення розподілялося таким чином: 24,5 % — особи молодші 18 років, 63,9 % — особи у віці 18—64 років, 11,6 % — особи у віці 65 років та старші. Медіана віку мешканця становила 34,5 року. На 100 осіб жіночої статі у переписній місцевості припадало 98,3 чоловіків;  на 100 жінок у віці від 18 років та старших — 96,2 чоловіків також старших 18 років.
Середній дохід на одне домашнє господарство  становив 45 807 доларів США (медіана — 41 042), а середній дохід на одну сім'ю — 52 472 долари (медіана — 44 041). За межею бідності перебувало 20,0 % осіб, у тому числі 23,5 % дітей у віці до 18 років та 9,6 % осіб у віці 65 років та старших.
Цивільне працевлаштоване населення становило 483 особи. Основні галузі зайнятості: роздрібна торгівля — 26,1 %, освіта, охорона здоров'я та соціальна допомога — 23,0 %, виробництво — 18,2 %.